# Taleža
Taleža (en serbe cyrillique : Талежа) est un village de Bosnie-Herzégovine. Il est situé sur le territoire de la ville de Trebinje et dans la république serbe de Bosnie. Selon les premiers résultats du recensement bosnien de 2013, il compte 31 habitants.

## Géographie
Le village est entouré par les localités suivantes :
|         | Mionići Jušići |                   |
| Cerovac | Taleža         | Marić Međine Duži |
|         | Klikovići      |                   |

## Histoire
Dans le village, l'église de la Sainte-Semaine est inscrite sur la liste des monuments nationaux de Bosnie-Herzégovine ; en même temps que l'église, le cimetière qui abrite 72 stećci, un type particulier de tombes médiévales, ainsi que les vestiges d'une localité préhistorique sont également classés.

## Démographie

### Évolution historique de la population dans la localité
| 1948 | 1953 | 1961 | 1971 | 1981 | 1991 | 2013 |
| ---- | ---- | ---- | ---- | ---- | ---- | ---- |
| -    | -    | 90   | 89   | 81   | 63   | 31   |

|  |